# Serjania schiedeana
Serjania schiedeana är en kinesträdsväxtart som beskrevs av Diederich Franz Leonhard von Schlechtendal. Serjania schiedeana ingår i släktet Serjania och familjen kinesträdsväxter. Inga underarter finns listade i Catalogue of Life.